# Териантропия
Териантропия (англ. therianthropy; от греч. θηρίον — «дикое животное» и греч. άνθρωπος — «человек») — мифическая способность человека превращаться в других животных путём перевоплощения. Возможно, что наскальные рисунки, найденные в пещере Труа-Фрер, отображают древние верования в эту концепцию.
Самая известная форма териантропии, называемая ликантропией, встречается в рассказах о волках-оборотнях.

## Этимология
Термин «териантропия» происходит от греческого «theríon» [θηρίον], что означает «дикое животное» или «зверь» (неявно млекопитающее), и «anthrōpos» [ἀνθρωπος], что означает «человек». Он использовался для обозначения в европейском фольклоре превращения животных еще в 1901 году. Иногда вместо него используется термин «зоантропия».
Териантропия была использована для описания духовных убеждений в трансформацию животных в японской публикации 1915 года «История японского народа с самых ранних времен до конца эпохи Мэйдзи». Один источник, «Хищник человека», поднимает вопрос о возможности того, что этот термин мог быть использован ещё в XVI веке в уголовных процессах над подозреваемыми оборотнями.

## История териантропии и териоцефалии
Териантропия относится к фантастической или мифологической способности некоторых людей превращаться в животных. Говорят, что териантропы меняют формы с помощью перевоплощения. Териантропия давно существует в мифологии и, похоже, изображена на древних наскальных рисунках, таких как «The Sorcerer», пиктограмма, выполненная на пещерных рисунках палеолита, найденных в Пиренеях в Труа-Фрер, на археологическом памятнике.
«Териоцефалия» (Gr. «голова животных») относится к существам, у которых голова животного прикреплена к антропоморфному или человеческому телу; например, формы богов с головой животных, изображённые в древнеегипетской религии (такие как Ра, Собек, Анубис).

## Мифология перевоплощения человека
Перевоплощение в фольклоре, мифологии и антропологии обычно относится к изменению внешнего вида от внешнего вида человека к внешнему виду другого вида. Ликантропия, превращение человека в волка (или вервольфа), вероятно, является самой известной формой териантропии, за которой следуют цинантропия (превращение в собаку) и айлурантропия (превращение в кошку). Гиены-оборотни присутствуют в историях нескольких африканских и евразийских культур. Древние тюркские легенды из Азии говорят о шаманах, меняющих форму, известных как куртадамы, что переводится как «волк». Древние греки писали о кинатропии от κύων kyōn (или «собака»), которая применялась к мифологическим существ, способных чередовать форму собаки и форму человека, или кто обладал комбинированными собачьими и анатомическими особенностями человека.
Этот термин существовал по крайней мере в 1901 году, когда он был применён к историям из Китая о том, как люди превращаются в собак, собаки становятся людьми, и сексуальных отношениях между людьми и собаками. Индолог и антрополог Дэвид Гордон Уайт назвал Центральную Азию «вихрем синантропии», потому что расы собак обычно размещались там древними писателями. Собака-оход или динантроп также известна в Тиморе. Он описывается как человеко-синоводитель формы, способный превращать других людей в животных, даже против их воли.
В европейском фольклоре представлены элуантропы, которые могут превращаться в пантер или домашних кошек увеличенного размера. Африканские легенды описывают людей, которые превращаются в львов или леопардов, в то время как азиатские оборотни обычно изображаются как становящиеся тиграми. 

### Ходячие по коже и нагвали
Некоторые легенды индейцев говорят о ходячих по коже — людях, способных превращаться в любое животное, которое они хотят. Однако для этого они сначала должны носить шкуру конкретного животного. В народной религии Мезоамерики нагваль — это человек, обладающий способностью превращаться в животных — чаще всего ослов, индеек и собак, но также может превращаться в более могущественных ягуаров и пум.

### Предки животных
Истории людей, происходящих от животных, встречаются в устных традициях многих племенных и клановых происхождения. Иногда первоначальные животные приняли человеческую форму, чтобы гарантировать, что их потомки сохранили свои человеческие формы; в других случаях история происхождения заключается в том, как человек женится на нормальном животном.
Североамериканские традиции коренных народов смешивают идеи предков медведей и моче-оборотней, при этом медведи часто могут снять свою кожу, чтобы принять человеческую форму, женившись на человеческих женщинах в этом облике. Потомство может быть существами с комбинированной анатомией, они могут быть очень красивыми детьми с сверхъестественной силой, или они могут сами менять форму.
Пань Ху представлен в различных китайских легендах как сверхъестественная собака, человек с головой собаки или собака-оборотень, который женился на дочери императора и основал по крайней мере одну расу. Когда он изображается как оборотень, он может стать человеком, кроме головы. Расы, происходящие от Пань Ху, часто характеризовывались китайскими писателями как монстров, которые сочетали анатомию человека и собаки.
В тюркской мифологии волк — почитаемое животное. Тюркские легенды говорят, что люди были потомками волков. Легенда об Арсене — это старый тюркский миф, который рассказывает о том, как создавался тюркский народ. Согласно легенде, на небольшую тюркскую деревню на севере Китая нападают китайские солдаты, после которых остался один ребенок. Старая волчица с небесно-голубой гривой по имени Арсена находит ребёнка и ухаживает за ним. Позже она рожает наполовину волчьих, наполовину человеческих детёнышей, которые являются предками тюркского народа.

### Шаманизм
Этнолог Ивар Лисснер предположил, что наскальные картины существ с чертами человеческих и нечеловеческих животных не являются физическими представлениями мифических оборотцов, а были попытками изобразить шаманов в процессе приобретения умственных и духовных атрибутов различных зверей. Религиозный историк Мирча Элиаде заметил, что верования относительно идентичности животных и превращения в животных широко распространены.

### Животные духи
В меланезийских культурах существует вера в таманиу или атай, которая описывает животное, аналог человека. В частности, среди Соломоновых Островов в Меланезии термин атай означает «душа» на языке мота и тесно связан с термином ата, что означает «отражаемое изображение» на маори и «тень» на самоанском языке. Термины, относящиеся к «духу» на этих островах, такие как асфигона и вигона, передают существо, которое не было в человеческой форме. Изображение животного может принимать форму угря, акулы, ящерицы или какого-либо другого существа. Это существо считается телесным и может понимать человеческую речь. Он разделяет ту же душу, что и его хозяин. Эта концепция встречается в подобных легендах, которые имеют много характеристик, типичных для сказок о смене формы. Среди этих характеристик — теория о том, что смерть или травма сразу повлияют как на человеческую, так и на животную форму.

## Психиатрические аспекты
Среди выборочного набора психиатрических пациентов вера в то, что они являются частью животного или страдают клинической ликантропией, как правило, связанная с тяжелым психозом, но не всегда с каким-либо конкретным психиатрическим диагнозом или неврологическими результатами. Другие рассматривают клиническую ликантропию как заблуждение в смысле саморасстройства, обнаруженного при аффективных и шизофренных расстройствах, или как симптом других психических расстройств.

## Современная териантропия
Терианы — люди, которые верят или чувствуют, что они нечеловеческие животные в небиологическом смысле. Хотя терианы в основном приписывают свой опыт териантропии либо духовности, либо психологии, то, как они считают свою терианскую идентичность, не является определяющей характеристикой териантропии; до тех пор, пока человек не идентифицирует своё чувство себя как чувство нечеловеческого животного, его можно считать терианским. Понятие видовой дисфории часто сравнивают с гендерной дисфорией, поскольку существует аналогичное чувство несоответствия между физическим телом человека и его внутренним чувством себя. Некоторые люди, не идентифицирующие людей, выступают против этого сравнения, заявляя, что «они являются отдельными… идентичностями». Другие намеренно параллельны двум, подчеркивая сходство. Видовая дисфория, или расстройство идентичности видов, было предложено как психическое расстройство. На ныне несуществующем терианском веб-сайте предложены критерии для постановки диагноза, основанные на диагнозе гендерной дисфории. Гербаси и др.[кто?] отметили «поразительное» сходство между видами и гендерной дисфорией, что заставило их предварительно предложить медицинский диагноз расстройства идентичности видов. Другие сравнили видовую дисфорию с дисморфическим расстройством тела, сделав её «видовой дисморфией». Участник статьи[кто?] Проктора[кого?] заявил, что они будут считать это формой нейроразнообразия, а не медицинским диагнозом, «если это не оказало серьезного и негативного влияния на чью-то жизнь». Некоторые используют идентичность «прозрачного вида», что способствует сходству между идентификацией как другой вид и другого пола.